# 謝廷柱
謝廷柱（1465年—？），字邦用，福建福州府長樂縣人，军籍，明朝政治人物。

## 生平
成化二十二年（1486年）丙午科福建鄉試第九名舉人。弘治十二年（1499年）中式己未科會試第六十二名，三甲第三名進士。歷官大理寺右评事，正德九年（1514年）二月升湖广按察司佥事。

## 家族
曾祖謝琬；祖謝孟安，封知府；父謝士元，右副都御史。母陈氏，封恭人。慈侍下。弟廷棐、廷最。